# Curt Eisfeld
Curt Eisfeld (* 23. Februar 1886 in Nordhausen; † 27. Oktober 1969 in Hamburg) war ein deutscher Betriebswirt und Professor an der Universität Hamburg.

## Leben

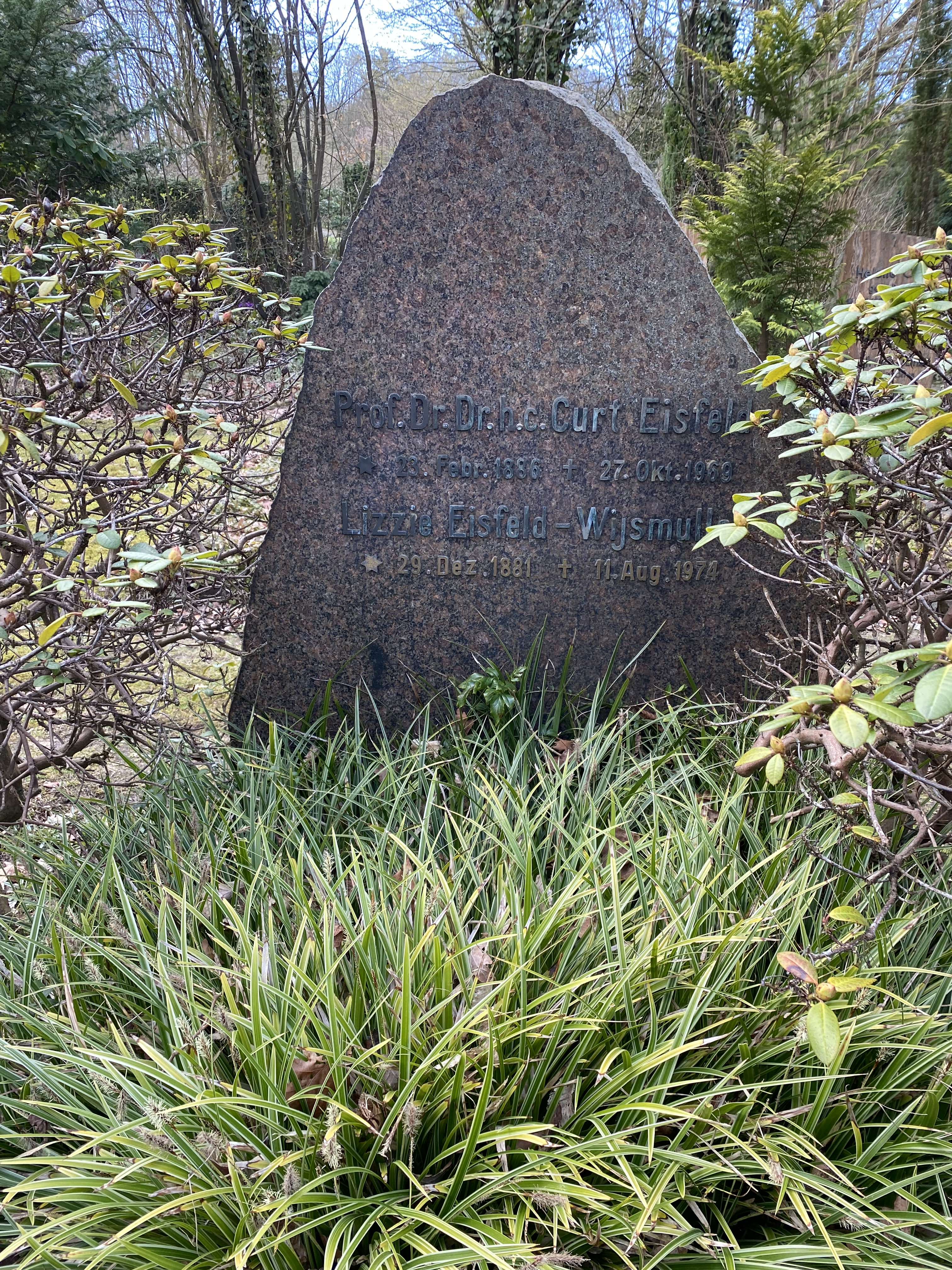
Grabstätte auf dem Friedhof Blankenese

Eisfeld legte 1911 die Prüfung als Diplom-Handelslehrer an der Handelshochschule Berlin ab. Er promovierte an der Universität Tübingen. Ab 1915 war er Assistent an der Handelshochschule Berlin, 1920/21 Referent im Reichsernährungsministerium, ab 1922 außerordentlicher Professor in Tübingen, ab 1925 als Ordinarius. Zudem war er von 1923 bis 1927 Lehrbeauftragter an der TH Stuttgart. 1927 erfolgte die Berufung nach Hamburg als einziger Ordinarius für Betriebswirtschaft.
Eisfeld galt als Spezialist für das Bank- und Sparkassenwesen. Der Deutsche Sparkassen- und Giroverband errichtete 1927 in Berlin für den Führungsnachwuchs das „Lehrinstitut für das kommunale Sparkassen- und Kreditwesen“. Eisfeld wurde wissenschaftlicher Leiter des Instituts. Neben Eisfeld lehrten anerkannte Wissenschaftler wie Melchior Palyi, Willi Prion und Konrad Mellerovicz. Eisfeld blieb Leiter des Lehrinstituts bis 1943, als es kriegsbedingt schließen musste. Bis dahin hatten über dreihundert Führungskräfte das Studium erfolgreich abgeschlossen. Eisfeld wurde in späterer Zeit „Begründer der Sparkassenbetriebswirtschaft“ genannt. Er und seine Schüler führten u. a. den Sparkassenbetriebsvergleich ein.
Die Notverordnung vom 19. September 1931 und die 1. Durchführungsverordnung dazu vom 15. Dezember 1931 schufen den Wirtschaftsprüfer. Er sollte vorgebildet und erfahren genug sein, um die gebotene Qualität der Pflichtprüfung von Abschlüssen zu gewährleisten. Die Zulassung als Wirtschaftsprüfer konnte erst nach einer fachlichen Prüfung erfolgen. Bei der Bildung der Prüfungsausschüsse wurde Eisfelds Hilfe gesucht. Neben seinem Seminar für Betriebswirtschaftslehre wurde ihm 1931 an der Hamburgischen Universität auch ein Seminar für Revisionswesen als Zentrum für Wirtschaftsprüfungsfragen genehmigt. Er wurde Mitglied im Prüfungs- und Zulassungsausschuss an der Handelskammer Hamburg, der für Hamburg, Schleswig-Holstein und das Land Braunschweig zuständig war.
Nach der Machtübernahme der Nationalsozialisten 1933 wählte die Hamburger Rechts- und Staatswissenschaftliche Fakultät Eisfeld als Dekan. Er hatte zuvor erklärt, dass er nicht beabsichtige, Mitglied der Nationalsozialistischen Deutschen Arbeiterpartei zu werden. Er blieb Dekan bis 1938. Im Herbst 1933 wurde er Mitglied des Nationalsozialistischen Rechtswahrerbunds, 1938 des Nationalsozialistischen Altherrenbunds und 1942 des Reichskolonialbundes, zu unbekannter Zeit auch der Nationalsozialistischen Volkswohlfahrt und des Reichsluftschutzbundes. Er wurde aber trotz des Druckes nie Mitglied der Nationalsozialistischen Deutschen Arbeiterpartei.
1947 erhielt Eisfeld den Vorsitz des Prüfungsausschusses für Wirtschaftsprüfer an der Handelskammer Hamburg. 1948 wurde er zum Ehrenmitglied des Instituts der Wirtschaftsprüfer ernannt. Er blieb über Jahrzehnte Prüfer der Verbandsprüfer der Sparkassen. Bis 1963 war er Vorsitzender des Prüfungsausschusses für Verbandsrevisoren.
Curt Eisfeld verstarb 83-jährig in Hamburg und wurde auf dem dortigen Friedhof Blankenese beigesetzt.

## Weitere Ehrungen und Auszeichnungen
- Ehrendoktor der der Wirtschafts- und Sozialwissenschaftlichen Fakultät der Universität Köln 1956
- Ehrenmitgliedschaft des Verbandes der Hochschullehrer für Betriebswirtschaft 1956
- Silberne Johann-Friedrich-Schär-Plakette durch die Deutsche Gesellschaft für Betriebswirtschaft 1963[12]

## Nachlass
Curt Eisfeld und seine Frau Elisabeth vermachten ihren Besitz der Universität Hamburg als nicht rechtsfähige Stiftung. Die Curt-Eisfeld-Nachlassbibliothek umfasst etwa 3500 Bände und befindet sich im „Haus der Betriebswirtschaft“ der Universität.

## Schriften (Auswahl)
- Das niederländische Bankwesen. Nijhoff, Haag 1916 (Dissertation Universität Tübingen).
- Die Kosten der Studenten-Speisung. Ein privatwirtschaftliches Problem in der Studentenhilfe. Tübingen 1926.
- (Mitautor): Staatslotterie und Kapitalbildung. Gutachten für die Aussprache der Sachverständigen in Berlin am 1. Juni 1930. Hermann, Berlin 1930.
- Der Bankbetrieb, einmal heiter gesehen. Deutscher Sparkassenverlag, Stuttgart 1956.